# Туркистон (станция метро)
«Туркистон» (узб. Turkiston) — станция Ташкентского метрополитена.
Открыта для пассажиров 29 августа 2020 года в составе второго участка Юнусабадской линии : «Шахристан» — «Туркистон».
Конечная, расположена за станцией «Юнусабад».

## История
Станция названа в честь одноименного историко-географического региона Центральной Евразии и Центральной Азии, широко употреблявшееся в XIX веке и начале XX век — «Туркестан».

## Характеристика
Станция : колонная, трёхпролётная, мелкого заложения, с двумя подземными вестибюлями.

## Оформление
С одной стороны станции на путевой стене изображены достопримечательности и исторические места Казахстана, Таджикистана, Кыргызстана и Туркменистана, а с другой — запечатлены города и регионы Узбекистана : Бухара, Самарканд, Хорезм, Кашкадарья, Сурхандарья, Джизак, Сырдарья, а также расположены мозаичные картины исторических мавзолеев и святынь Ташкента и Ферганской области.
Колонны облицованы белым мрамором.

## Строительство
7 ноября 2016 года, по инициативе исполняющего обязанности Президента Узбекистана Ш. Мирзиёева, возобновилось строительство станций «Юнусабад» и «Туркистон», ранее приостановленное по причине утечки грунтовых вод.
При строительстве использовалась строительная техника из Германии и России.
В проекте была применена немецкая технология, благодаря которой, водоносный пласт был преодолен с помощью железобетонных тюбингов.
30 ноября 2019 года, в связи со строительством подземного перехода, временно закрылись некоторые участки автомобильной дороги.
Полностью достроена 15 июня 2020 года.
По сообщению пресс-службы «Узбекистон темир йуллари», общая стоимость строительства станций «Юнусабад» и «Туркистон» составила 103,8 млн долларов США.
29 августа 2020 года станция «Туркистон» сдана в эксплуатацию.